# 岡野雄司
岡野 雄司（おかの ゆうじ、1964年3月2日 - ）は、日本の元砲丸投選手。砲丸投の元日本記録保持者（1989年6月17日 - 1996年9月22日）。
成田高等学校、日本大学出身。成田高等学校の教員や、日本大学の講師を務めた。指圧治療士でもある。

## 競技成績

### 国際大会
- 1991年アジア陸上競技選手権大会 - 3位（17.65m）
- 1994年アジア競技大会 - 7位（17.49m）
- 1999年世界室内陸上競技選手権大会 - 10位（16.72m）

### 国内大会
- 日本陸上競技選手権大会 - 1989, 1992, 1994-1996 優勝